# Guillermo Anaya Llamas
José Guillermo Anaya Llamas (Torreón, Coahuila; 2 de julio de 1968) es un político mexicano, miembro del Partido Acción Nacional. Ha sido diputado local y federal, presidente municipal de Torreón, Coahuila, senador de la República, candidato a gobernador por el mismo estado y diputado federal plurinominal.

## Trayectoria
Es licenciado en Derecho y tiene una maestría en Derecho Corporativo, ambos en la Universidad Iberoamericana Torreón.
Ha sido electo diputado al Congreso de Coahuila de 1997 a 1999, en donde fue coordinador de la bancada panista, diputado federal de la LVIII Legislatura de 2000 a 2002 en representación del VI Distrito Electoral Federal de Coahuila y presidente municipal de Torreón de 2003 a 2005. Fue el Coordinador de la campaña de Felipe Calderón Hinojosa, en el estado de Coahuila. En septiembre de 2006 su hija fue apadrinada por Felipe Calderón y Margarita Zavala en Torreón, en ese entonces la hermana de Guillermo Anaya era esposa del hermano de Sergio Villareal el Grande, mismo que acudió a la reunión y recomendó a Calderón para que nombrara a Genaro García Luna como jefe de seguridad. En 2006 Anaya fue elegido Senador por Coahuila para la LX Legislatura. 
El 15 de octubre de 2007 el entonces gobernador de Coahuila, Humberto Moreira, quien actualmente enfrenta una dura crítica por la deuda ilícita del estado de Coahuila, lo acusó, junto a al senador Ernesto Saro Boardman y el presidente nacional del PAN, Manuel Espino, de tener vínculos con el narcotráfico, lo cual fue negado por el senador que exigió a Moreira que lo pruebe o en su caso se retracte, sino procedería a demandarlo penalmente. El Semanario Proceso público una columna en donde supuestamente se confirmaban los lazos familiares del senador Anaya con uno de los principales lugartenientes del Cártel del Golfo. Sin embargo una demanda por difamación en contra del autor de dicho artículo fue llevada a cabo, en donde se dio el fallo a favor de Guillermo Anaya en donde se comprobó que las imputaciones eran falsas.
El 9 de diciembre de 2007, el presidente nacional del PAN, Germán Martínez Cázares, lo propuso para el cargo de secretario general del PAN; cesando en el mismo, por instrucción del mismo Martínez Cázares el 10 de junio de 2008 y convertirse en vicecoordinador de la bancada panista en el Senado de la República, fue sustituido en la secretaría general por el diputado Rogelio Carbajal Tejada tras la ratificación del Comité Ejecutivo Nacional.
En 2011 fue candidato a gobernador por los partidos Acción Nacional y Unidad Democrática de Coahuila, en el proceso electoral para renovar la gubernatura de Coahuila en las elecciones de ese año siendo derrotado por Rubén Moreira Valdez, hermano del entonces gobernador con licencia Humberto Moreira.
Fue Diputado Plurinominal de 2012 a 2015 en la LXII Legislatura del Congreso de la Unión de México en la cual integró las comisiones de Protección Civil y de Defensa Nacional, así como Presidente de la Comisión de Seguridad Pública. En 2016 resultó elegido candidato a gobernador de Coahuila por segunda ocasión, siendo postulado por la Coalición «Alianza Ciudadana por Coahuila», conformada por los partidos Acción Nacional, Unidad Democrática de Coahuila, Primero Coahuila y Encuentro Social rumbo a las Elecciones estatales de Coahuila de 2017. Siendo derrotado por Miguel Ángel Riquelme. Buscó anular la elección con el lema «Coahula digno».
En 2017 se difundieron detalles sobre una cuenta de Guillermo Anaya, en un banco del paraíso fiscal de Barbados.

## Sector Público
- Diputado local al Congreso del Estado de Coahuila (1997-1999, fungiendo como coordinador del Grupo Parlamentario del PAN)
- Diputado federal (2000-2002)
- Presidente municipal de Torreón (2002-2005)
- Consejero nacional del PAN (2004 - 2007)
- Senador por Coahuila (2006-2012)
- Secretario general del CEN del PAN (2008)
- Diputado federal (2012 - 2015)
- Candidato del PAN a la Gobernatura de Coahuila (2002, 2011, 2017)